# Akzidenz-Grotesk
Akzidenz-Grotesk är ett transitionellt sans-serif-typsnitt som först släpptes av H. Berthold AG 1896 under namnet Accidenz-Grotesk.
Typsnittet Neue Haas Grotesk, som senare ändrade namn till Helvetica, använde Akzidenz-Grotesk som utgångspunkt.